# Pachnobia livalis
Pachnobia livalis är en fjärilsart som beskrevs av Smith 1910. Pachnobia livalis ingår i släktet Pachnobia och familjen nattflyn. Inga underarter finns listade i Catalogue of Life.